# تورشلاندا
شهر تورشلاندا (به سوئدی: Torslanda) در ناحیه شهری گوتنبرگ در کشور سوئد واقع شده‌است. جمعیت این شهر ۱۷۸۵٫۶۳  نفر است.